# Zdeňka Tichá
Zdeňka Tichá (31. prosince 1927, Jindřichův Hradec – 9. října 1984, Praha) byla česká literární historička a editorka se zaměřením na českou renesanční a barokní literaturu.

## Život
Narodila se v rodině lesního úředníka. Maturovala roku 1949 na Masarykově státním ústavu ke vzdělávání učitelek a pak začala studovat češtinu a dějepis na Masarykově univerzitě v Brně, Studium ukončila roku 1953 obhajobou diplomové práce Kramářská píseň jako prostředek boje lidových mas proti pobělohorskému tmářství. Poté pracovala až do své smrti v Ústavu pro českou literaturu ČSAV. Kandidátskou disertační práci Básnické dílo Hynka z Poděbrad obhájila roku 1962.

## Dílo
Je autorkou velké řady časopiseckých článků, vědeckých knih a monografií. Zaměřovala se výhradně na studium starší české literatury (i lidové), především renesanční (humanistické) a barokní. Analyzovala sociologické aspekty vzniku a působení básnické tvorby a rozebírala její tematické, jazykové a versologické prvky. Její dílo doplňuje rozsáhlá ediční činnost, týkající se staročeských literárních památek (například uspořádala a vydala dvě rozsáhlé veršované skladby z řemeslnického života Satira na čtyři stavy a Verše o pernikářství, dále Veršované skladby Neuberského sborníku a další).